# مارکو برناچی
مارکو برناچی (انگلیسی: Marco Bernacci؛ زادهٔ ۱۵ دسامبر ۱۹۸۳) بازیکن فوتبال اهل ایتالیا است.
از باشگاه‌هایی که در آن بازی کرده‌است می‌توان به باشگاه فوتبال مودنا، باشگاه فوتبال آسکولی، باشگاه فوتبال تورینو، باشگاه فوتبال بولونیا، باشگاه فوتبال چزنا، و باشگاه فوتبال لیورنو اشاره کرد.